# Руді (Арканзас)
Руді (англ. Rudy) — місто (англ. town) в США, в окрузі Кроуфорд штату Арканзас. Населення — 130 осіб (2020).

## Географія
Руді розташоване на висоті 150 метрів над рівнем моря за координатами 35°31′39″ пн. ш. 94°16′13″ зх. д. / 35.52750° пн. ш. 94.27028° зх. д. (35.527549, -94.270343).  За даними Бюро перепису населення США в 2010 році місто мало площу 0,16 км², уся площа — суходіл. В 2017 році площа становила 3,51 км², з яких 3,50 км² — суходіл та 0,01 км² — водойми.

## Демографія
Згідно з переписом 2010 року, у місті мешкала 61 особа в 23 домогосподарствах у складі 18 родин. Густота населення становила 380 осіб/км².  Було 28 помешкань (174/км²). 
Расовий склад населення:
| - 93,4 % — білих - 6,6 % — осіб інших рас |

До двох чи більше рас належало 0,0 %. Іспаномовні складали 6,6 % від усіх жителів.
За віковим діапазоном населення розподілялося таким чином: 21,3 % — особи молодші 18 років, 55,7 % — особи у віці 18—64 років, 23,0 % — особи у віці 65 років та старші. Медіана віку мешканця становила 47,5 року. На 100 осіб жіночої статі у місті припадало 103,3 чоловіків;  на 100 жінок у віці від 18 років та старших — 108,7 чоловіків також старших 18 років.
Середній дохід на одне домашнє господарство  становив 37 775 доларів США (медіана — 36 250), а середній дохід на одну сім'ю — 27 179 доларів (медіана — 20 000). За межею бідності перебувало 48,9 % осіб, у тому числі 80,6 % дітей у віці до 18 років та 0,0 % осіб у віці 65 років та старших.
Цивільне працевлаштоване населення становило 24 особи. Основні галузі зайнятості: роздрібна торгівля — 33,3 %, виробництво — 33,3 %, оптова торгівля — 12,5 %, публічна адміністрація — 8,3 %.
За даними перепису населення 2000 року в Руді проживало 72 особи, 22 родини, налічувалося 27 домашніх господарств і 30 житлових будинків. Середня густота населення становила близько 720 осіб на один квадратний кілометр. Расовий склад Руді за даними перепису розподілився таким чином: 95,83 % білих, 4,17 % — корінних американців.
Іспаномовні склали 1,39 % від усіх жителів містечка.
З 27 домашніх господарств в 37,0 % — виховували дітей віком до 18 років, 63,0 % представляли собою подружні пари, які спільно проживали, в 11,1 % сімей жінки проживали без чоловіків, 18,5 % не мали сімей. 14,8 % від загального числа сімей на момент перепису жили самостійно, при цьому 14,8 % склали самотні літні люди у віці 65 років та старше. Середній розмір домашнього господарства склав 2,67 особи, а середній розмір родини — 2,86 особи.
Населення містечка за віковим діапазоном за даними перепису 2000 року розподілилося таким чином: 30,6 % — жителі молодше 18 років, 5,6 % — між 18 і 24 роками, 26,4 % — від 25 до 44 років, 12,5 % — від 45 до 64 років і 25,0 % — у віці 65 років та старше. Середній вік мешканця склав 38 років. на кожні 100 жінок в Руді припадало 94,6 чоловіків, у віці від 18 років та старше — 100,0 чоловіків також старше 18 років.
Середній дохід на одне домашнє господарство в містечкі склав 21 875 доларів США, а середній дохід на одну сім'ю — 26 250 доларів. При цьому чоловіки мали середній дохід в 21 250 доларів США на рік проти 13 750 доларів середньорічного доходу у жінок. Дохід на душу населення в містечкі склав 11 842 долара на рік. Всі родини Руді мали дохід, що перевищує рівень бідності, 19,2 % від усієї чисельності населення перебувало на момент перепису населення за межею бідності, при цьому з них були молодші 18 років і — у віці 65 років та старше.